# Eredivisie w piłce siatkowej mężczyzn (2020/2021)
Eredivisie w piłce siatkowej mężczyzn 2020/2021 − 74. sezon mistrzostw Holandii zorganizowany przez Holenderski Związek Piłki Siatkowej (Nederlandse Volleybalbond, Nevobo). Zainaugurowany został 10 października 2020 roku.
W rozgrywkach uczestniczyło 10 drużyn. Do najwyższej klasy rozgrywkowej z Topdivisie dołączył ComputerPlan VCN.
Eredivisie w sezonie 2020/2021 składała się z fazy zasadniczej, drugiej fazy, w której drużyny rywalizowały w grupie mistrzowskiej i grupie spadkowej oraz finałów wyłaniających mistrza Holandii.
Po raz trzynasty mistrzem Holandii został klub Draisma Dynamo Apeldoorn, który w finałach pokonał Amysoft Lycurgus Groningen.
W sezonie 2020/2021 w eliminacjach Ligi Mistrzów Holandię reprezentował klub Draisma Dynamo Apeldoorn, natomiast w Pucharze CEV – Amysoft Lycurgus Groningen.

## System rozgrywek
Eredivisie w sezonie 2020/2021 składa się z fazy zasadniczej, drugiej fazy, w ramach której rywalizacja toczy się w grupie mistrzowskiej i grupie spadkowej oraz finałów.
W fazie zasadniczej 10 drużyn rozgrywa ze sobą po dwa spotkania systemem kołowym (mecz u siebie i rewanż na wyjeździe). Cztery najlepsze drużyny uzyskują awans do grupy mistrzowskiej (kampioenspoule), zespoły z miejsc 5-10 trafiają natomiast do grupy spadkowej (degradatiepoule).
W grupie mistrzowskiej drużyny rozgrywają ze sobą spotkania tym samym systemem co w fazie zasadniczej, z tym że rozpoczynają one zmagania z następującą liczbą punktów:
- 1. drużyna fazy zasadniczej – z trzema punktami;
- 2. drużyna fazy zasadniczej – z dwoma punktami;
- 3. drużyna fazy zasadniczej – z jednym punktem;
- 4. drużyna fazy zasadniczej – bez punktów.

Dwie najlepsze drużyny po rozegraniu wszystkich meczów w grupie mistrzowskiej uzyskują awans do finałów. Pozostałe kończą rozgrywki odpowiednio na miejscach 3. i 4. W finałach rywalizacja toczy się do dwóch wygranych spotkań ze zmianą gospodarza po każdym meczu. Gospodarzem pierwszego meczu finałowego jest drużyna wyżej sklasyfikowana w grupie mistrzowskiej. Zwycięzca finałów zostaje mistrzem Holandii.
W grupie spadkowej zespoły rozgrywają ze sobą po dwa spotkania systemem kołowym. Drużyny rozpoczynają zmagania z następującą liczbą punktów:
- 5. drużyna fazy zasadniczej – z pięcioma punktami;
- 6. drużyna fazy zasadniczej – z czterema punktami;
- 7. drużyna fazy zasadniczej – z trzema punktami;
- 8. drużyna fazy zasadniczej – z dwoma punktami;
- 9. drużyna fazy zasadniczej – z jednym punktem;
- 10. drużyna fazy zasadniczej – bez punktów.

Ze względu na problemy związane z pandemią COVID-19 żadna drużyna nie opuszcza Eredivisie.

## Drużyny uczestniczące
| | Eredivisie 2020/2021           |   |        |
| --- | ------------------------------ | - | ------ |
| APE | Draisma Dynamo Apeldoorn       | 1 | el. LM |
| LYC | Amysoft Lycurgus Groningen     | 2 | CEV    |
| DOE | Active Living Orion Doetinchem | 3 |        |
| SLS | Sliedrecht Sport               | 4 |        |
| TAU | Taurus                         | 5 |        |
| ZVH | RECO ZVH                       | 6 |        |
| SSS | Bielderman Koetsier SSS        | 7 |        |
| VOC | VoCASA Volleybal Nijmegen      | 8 |        |
| TTPA | Talentteam Papendal Arnhem     | — |        |
| | Awans z Topdivisie             |   |        |
| VCN | ComputerPlan VCN               | 1 |        |
| Oznaczenia: - kolumna pierwsza – skróty nazw drużyn wpisane na mapie (jeśli ta została zamieszczona), - kolumna trzecia – miejsce zajęte przez daną drużynę w poprzednim sezonie. |                                |   |        |

Uwagi:
- W sezonie 2019/2020 ze względu na przedwczesne zakończenie rozgrywek z powodu szerzenia się zakażeń wirusem SARS-CoV-2 nie wyłoniono mistrza Holandii. W tabeli podane zostały miejsca, które poszczególne zespoły zajmowały w dniu zakończenia rozgrywek.
- W sezonie 2019/2020 Talentteam Papendal Arnhem uczestniczył wyłącznie w fazie zasadniczej i nie podlegał ostatecznej klasyfikacji.
- Żaden klub nie zgłosił się do Pucharu Challenge.

## Faza zasadnicza

### Tabela wyników
| Gospodarz \ Gość1              | APE | LYC | DOE | SLS | TAU | ZVH | SSS | VOC | VCN | TTPA |
| ------------------------------ | --- | --- | --- | --- | --- | --- | --- | --- | --- | ---- |
| Draisma Dynamo Apeldoorn       | -   | X   | 3:1 | X   | X   | 3:0 | 3:1 | X   | X   | 3:0  |
| Amysoft Lycurgus Groningen     | 1:3 | -   | X   | X   | X   | X   | X   | 3:0 | 3:0 | 3:0  |
| Active Living Orion Doetinchem | X   | 2:3 | -   | 3:0 | X   | X   | X   | 3:1 | 3:0 | 2:3  |
| Sliedrecht Sport               | 1:3 | 0:3 | X   | -   | 3:0 | X   | 3:1 | X   | X   | X    |
| Taurus                         | 2:3 | 0:3 | 2:3 | X   | -   | X   | X   | 3:0 | X   | X    |
| RECO ZVH                       | X   | 0:3 | 0:3 | 2:3 | 3:2 | -   | 3:0 | X   | X   | X    |
| Bielderman Koetsier SSS        | X   | 0:3 | 1:3 | X   | 3:0 | X   | -   | 3:1 | 3:0 | X    |
| VoCASA Volleybal Nijmegen      | 1:3 | X   | X   | 2:3 | X   | 3:2 | X   | -   | 3:0 | X    |
| ComputerPlan VCN               | 0:3 | X   | X   | 3:2 | 1:3 | 3:2 | X   | X   | -   | 2:3  |
| Talentteam Papendal Arnhem     | X   | X   | X   | 2:3 | 1:3 | 3:1 | 3:2 | 0:3 | X   | -    |

Źródło: Volleybal.nl (niderl.)
1 Drużyna gospodarzy jest wymieniona po lewej stronie tabeli.
Uwaga: Ze względu na problemy terminarzowe związane z pandemią COVID-19 odbyła się tylko jedna runda fazy zasadniczej.
Kolory:
  zwycięstwo gospodarzy 3:0 lub 3:1
  zwycięstwo gospodarzy 3:2
  zwycięstwo gości 3:0 lub 3:1
  zwycięstwo gości 3:2

### Terminarz i wyniki spotkań
| Data       | Godz. | Gospodarz                      | Rezultat                                | Gość                           |
| ---------- | ----- | ------------------------------ | --------------------------------------- | ------------------------------ |
| 10.10.2020 | 19:30 | RECO ZVH                       | 0:3 (17:25, 14:25, 19:25)               | Amysoft Lycurgus Groningen     |
| 01.01.2021 | 15:00 | Amysoft Lycurgus Groningen     | 1:3 (25:23, 23:25, 25:27, 28:30)        | Draisma Dynamo Apeldoorn       |
| 09.01.2021 | 19:30 | RECO ZVH                       | 3:2 (19:25, 25:17, 28:26, 21:25, 15:11) | Taurus                         |
| 09.01.2021 | 20:00 | Sliedrecht Sport               | 1:3 (25:23, 20:25, 15:25, 15:25)        | Draisma Dynamo Apeldoorn       |
| 09.01.2021 | 20:00 | Amysoft Lycurgus Groningen     | 3:0 (25:13, 25:22, 25:13)               | VoCASA Volleybal Nijmegen      |
| 13.01.2021 | 18:00 | Talentteam Papendal Arnhem     | 0:3 (23:25, 20:25, 26:28)               | VoCASA Volleybal Nijmegen      |
| 16.01.2021 | 17:00 | Draisma Dynamo Apeldoorn       | 3:0 (25:22, 25:16, 25:18)               | Talentteam Papendal Arnhem     |
| 16.01.2021 | 17:45 | ComputerPlan VCN               | 3:2 (25:18, 23:25, 18:25, 26:24, 16:14) | RECO ZVH                       |
| 16.01.2021 | 19:30 | Bielderman Koetsier SSS        | 1:3 (25:22, 16:25, 21:25, 22:25)        | Active Living Orion Doetinchem |
| 16.01.2021 | 20:00 | VoCASA Volleybal Nijmegen      | 2:3 (25:18, 14:25, 23:25, 25:17, 18:20) | Sliedrecht Sport               |
| 16.01.2021 | 20:00 | Taurus                         | 0:3 (21:25, 21:25, 18:25)               | Amysoft Lycurgus Groningen     |
| 23.01.2021 | 15:00 | Talentteam Papendal Arnhem     | 3:1 (25:20, 25:20, 20:25, 25:12)        | RECO ZVH                       |
| 23.01.2021 | 15:00 | Draisma Dynamo Apeldoorn       | 3:1 (25:19, 20:25, 25:22, 25:17)        | Active Living Orion Doetinchem |
| 23.01.2021 | 16:00 | Taurus                         | 3:0 (25:23, 25:20, 25:21)               | VoCASA Volleybal Nijmegen      |
| 23.01.2021 | 16:00 | Bielderman Koetsier SSS        | 0:3 (21:25, 12:25, 16:25)               | Amysoft Lycurgus Groningen     |
| 23.01.2021 | 17:00 | ComputerPlan VCN               | 3:2 (25:18, 23:25, 22:25, 25:21, 15:12) | Sliedrecht Sport               |
| 30.01.2021 | 15:30 | Amysoft Lycurgus Groningen     | 3:0 (25:21, 25:14, 25:17)               | Talentteam Papendal Arnhem     |
| 30.01.2021 | 16:00 | RECO ZVH                       | 0:3 (22:25, 21:25, 21:25)               | Active Living Orion Doetinchem |
| 30.01.2021 | 16:00 | Sliedrecht Sport               | 3:1 (18:25, 25:21, 25:13, 25:17)        | Bielderman Koetsier SSS        |
| 30.01.2021 | 16:00 | VoCASA Volleybal Nijmegen      | 3:0 (25:16, 25:22, 25:17)               | ComputerPlan VCN               |
| 30.01.2021 | 16:00 | Taurus                         | 2:3 (25:21, 16:25, 25:23, 21:25, 14:16) | Draisma Dynamo Apeldoorn       |
| 06.02.2021 | 14:30 | Talentteam Papendal Arnhem     | 2:3 (21:25, 25:14, 17:25, 25:21, 13:15) | Sliedrecht Sport               |
| 06.02.2021 | 15:00 | Active Living Orion Doetinchem | 2:3 (22:25, 26:24, 27:25, 16:25, 19:21) | Amysoft Lycurgus Groningen     |
| 06.02.2021 | 15:00 | Draisma Dynamo Apeldoorn       | 3:0 (25:16, 25:23, 25:20)               | RECO ZVH                       |
| 06.02.2021 | 16:00 | Bielderman Koetsier SSS        | 3:1 (26:24, 19:25, 25:20, 25:21)        | VoCASA Volleybal Nijmegen      |
| 06.02.2021 | 17:00 | ComputerPlan VCN               | 1:3 (25:18, 17:25, 18:25, 21:25)        | Taurus                         |
| 10.02.2021 | 19:30 | Bielderman Koetsier SSS        | 3:0 (25:23, 25:20, 25:16)               | Taurus                         |
| 10.02.2021 | 20:00 | ComputerPlan VCN               | 0:3 (12:25, 19:25, 17:25)               | Draisma Dynamo Apeldoorn       |
| 10.02.2021 | 20:00 | Active Living Orion Doetinchem | 3:0 (25:17, 25:17, 27:25)               | Sliedrecht Sport               |
| 13.02.2021 | 13:30 | ComputerPlan VCN               | 2:3 (25:15, 14:25, 28:26, 21:25, 7:15)  | Talentteam Papendal Arnhem     |
| 13.02.2021 | 16:00 | Sliedrecht Sport               | 0:3 (25:27, 21:25, 26:28)               | Amysoft Lycurgus Groningen     |
| 13.02.2021 | 16:00 | VoCASA Volleybal Nijmegen      | 3:2 (24:26, 25:20, 25:23, 25:27, 15:13) | RECO ZVH                       |
| 13.02.2021 | 16:00 | Taurus                         | 2:3 (19:25, 25:21, 16:25, 25:22, 13:15) | Active Living Orion Doetinchem |
| 13.02.2021 | 20:00 | Draisma Dynamo Apeldoorn       | 3:1 (25:19, 25:21, 23:25, 25:23)        | Bielderman Koetsier SSS        |
| 20.02.2021 | 16:00 | RECO ZVH                       | 2:3 (25:19, 25:21, 23:25, 18:25, 8:15)  | Sliedrecht Sport               |
| 20.02.2021 | 16:00 | Bielderman Koetsier SSS        | 3:0 (25:19, 25:22, 25:20)               | ComputerPlan VCN               |
| 20.02.2021 | 17:00 | Talentteam Papendal Arnhem     | 1:3 (22:25, 25:15, 21:25, 17:25)        | Taurus                         |
| 21.02.2021 | 14:30 | Talentteam Papendal Arnhem     | 3:2 (25:22, 22:25, 26:28, 25:21, 15:10) | Bielderman Koetsier SSS        |
| 24.02.2021 | 20:00 | Active Living Orion Doetinchem | 3:0 (25:23, 25:17, 25:11)               | ComputerPlan VCN               |
| 27.02.2021 | 15:00 | Active Living Orion Doetinchem | 2:3 (19:25, 22:25, 25:22, 25:23, 12:15) | Talentteam Papendal Arnhem     |
| 27.02.2021 | 15:00 | Amysoft Lycurgus Groningen     | 3:0 (25:23, 25:21, 25:16)               | ComputerPlan VCN               |
| 27.02.2021 | 16:00 | VoCASA Volleybal Nijmegen      | 1:3 (20:25, 21:25, 25:22, 17:25)        | Draisma Dynamo Apeldoorn       |
| 27.02.2021 | 16:00 | Sliedrecht Sport               | 3:0 (25:19, 25:12, 25:14)               | Taurus                         |
| 27.02.2021 | 16:00 | RECO ZVH                       | 3:0 (30:28, 25:20, 25:22)               | Bielderman Koetsier SSS        |
| 03.03.2021 | 20:00 | Active Living Orion Doetinchem | 3:1 (25:15, 25:17, 21:25, 25:23)        | VoCASA Volleybal Nijmegen      |

### Tabela
| Lp. | Drużyna                        | Pkt | Mecze | Mecze | Mecze | Rodzaj wyniku | Rodzaj wyniku | Rodzaj wyniku | Rodzaj wyniku | Rodzaj wyniku | Rodzaj wyniku | Sety | Sety | Sety  | Małe punkty | Małe punkty | Małe punkty |
| Lp. | Drużyna                        | Pkt | M     | W     | P     | 3:0           | 3:1           | 3:2           | 2:3           | 1:3           | 0:3           | wyg. | prz. | stos. | zdob.       | str.        | stos.       |
| --- | ------------------------------ | --- | ----- | ----- | ----- | ------------- | ------------- | ------------- | ------------- | ------------- | ------------- | ---- | ---- | ----- | ----------- | ----------- | ----------- |
| 1   | Draisma Dynamo Apeldoorn       | 26  | 9     | 9     | 0     | 3             | 5             | 1             | 0             | 0             | 0             | 27   | 7    | 3.86  | 828         | 694         | 1.19        |
| 2   | Amysoft Lycurgus Groningen     | 23  | 9     | 8     | 1     | 7             | 0             | 1             | 0             | 1             | 0             | 25   | 5    | 5     | 751         | 606         | 1.24        |
| 3   | Active Living Orion Doetinchem | 19  | 9     | 6     | 3     | 3             | 2             | 1             | 2             | 1             | 0             | 23   | 13   | 1.77  | 824         | 761         | 1.08        |
| 4   | Sliedrecht Sport               | 13  | 9     | 5     | 4     | 1             | 1             | 3             | 1             | 1             | 2             | 18   | 19   | 0.95  | 785         | 791         | 0.99        |
| 5   | Taurus                         | 12  | 9     | 3     | 6     | 1             | 2             | 0             | 3             | 0             | 3             | 15   | 20   | 0.75  | 725         | 781         | 0.93        |
| 6   | Bielderman Koetsier SSS        | 10  | 9     | 3     | 6     | 2             | 1             | 0             | 1             | 3             | 2             | 14   | 19   | 0.74  | 718         | 766         | 0.94        |
| 7   | Talentteam Papendal Arnhem     | 10  | 9     | 4     | 5     | 0             | 1             | 3             | 1             | 1             | 3             | 15   | 22   | 0.68  | 787         | 799         | 0.98        |
| 8   | VoCASA Volleybal Nijmegen      | 9   | 9     | 3     | 6     | 2             | 0             | 1             | 1             | 3             | 2             | 14   | 20   | 0.7   | 737         | 776         | 0.95        |
| 9   | RECO ZVH                       | 8   | 9     | 2     | 7     | 1             | 0             | 1             | 3             | 1             | 3             | 13   | 23   | 0.57  | 752         | 821         | 0.92        |
| 10  | ComputerPlan VCN               | 5   | 9     | 2     | 7     | 0             | 0             | 2             | 1             | 1             | 5             | 9    | 25   | 0.36  | 669         | 781         | 0.86        |

Źródło: Volleybal.nl (niderl.)
Punktacja: 3:0 i 3:1 – 3 pkt; 3:2 – 2 pkt; 2:3 – 1 pkt; 1:3 i 0:3 – 0 pkt
Zasady ustalania kolejności: 1. liczba punktów; 2. stosunek setów; 3. stosunek małych punktów; 4. bilans w bezpośrednich meczach
     Grupa mistrzowska (kampioenspoule)
     Grupa spadkowa (degradatiepoule)

## Druga faza

### Grupa mistrzowska (kampioenspoule)

#### Tabela wyników
| Gospodarz \ Gość1              | APE | LYC | DOE | SLS |
| ------------------------------ | --- | --- | --- | --- |
| Draisma Dynamo Apeldoorn       | -   | 3:1 | 3:1 | 3:0 |
| Amysoft Lycurgus Groningen     | 3:2 | -   | 3:2 | 3:0 |
| Active Living Orion Doetinchem | 0:3 | 3:2 | -   | 3:0 |
| Sliedrecht Sport               | X   | 3:0 | 3:2 | -   |

Źródło: Volleybal.nl (niderl.)
1 Drużyna gospodarzy jest wymieniona po lewej stronie tabeli.
Uwaga: Mecz Sliedrecht Sport – Draisma Dynamo Apeldoorn nie odbył się.
Kolory:
  zwycięstwo gospodarzy 3:0 lub 3:1
  zwycięstwo gospodarzy 3:2
  zwycięstwo gości 3:0 lub 3:1
  zwycięstwo gości 3:2

#### Terminarz i wyniki spotkań
| Data       | Godz. | Gospodarz                      | Rezultat                                | Gość                           |
| ---------- | ----- | ------------------------------ | --------------------------------------- | ------------------------------ |
| 1. KOLEJKA |       |                                |                                         |                                |
| 06.03.2021 | 15:00 | Draisma Dynamo Apeldoorn       | 3:0 (25:22, 25:13, 25:14)               | Sliedrecht Sport               |
| 06.03.2021 | 15:00 | Amysoft Lycurgus Groningen     | 3:2 (24:26, 18:25, 25:23, 25:23, 15:13) | Active Living Orion Doetinchem |
| 2. KOLEJKA |       |                                |                                         |                                |
| 10.03.2021 | 19:30 | Sliedrecht Sport               | 3:0 (27:25, 25:22, 25:23)               | Amysoft Lycurgus Groningen     |
| 10.03.2021 | 20:00 | Active Living Orion Doetinchem | 0:3 (17:25, 23:25, 23:25)               | Draisma Dynamo Apeldoorn       |
| 3. KOLEJKA |       |                                |                                         |                                |
| 13.03.2021 | 15:00 | Draisma Dynamo Apeldoorn       | 3:1 (23:25, 25:21, 25:16, 25:19)        | Amysoft Lycurgus Groningen     |
| 13.03.2021 | 16:00 | Active Living Orion Doetinchem | 3:0 (25:23, 25:19, 25:20)               | Sliedrecht Sport               |
| 4. KOLEJKA |       |                                |                                         |                                |
| 20.03.2021 | —     | Sliedrecht Sport               | mecz odwołany                           | Draisma Dynamo Apeldoorn       |
| 20.03.2021 | 16:30 | Active Living Orion Doetinchem | 3:2 (25:22, 25:22, 15:25, 23:25, 15:13) | Amysoft Lycurgus Groningen     |
| 5. KOLEJKA |       |                                |                                         |                                |
| 24.03.2021 | 20:00 | Amysoft Lycurgus Groningen     | 3:0 (25:21, 25:18, 25:17)               | Sliedrecht Sport               |
| 24.03.2021 | 20:00 | Draisma Dynamo Apeldoorn       | 3:1 (25:22, 25:20, 18:25, 25:9)         | Active Living Orion Doetinchem |
| 6. KOLEJKA |       |                                |                                         |                                |
| 27.03.2021 | 20:00 | Amysoft Lycurgus Groningen     | 3:2 (25:22, 25:13, 22:25, 26:28, 15:10) | Draisma Dynamo Apeldoorn       |
| 31.03.2021 | 20:00 | Sliedrecht Sport               | 3:2 (26:24, 20:25, 25:14, 22:25, 15:10) | Active Living Orion Doetinchem |

#### Tabela
| Lp. | Drużyna                        | Pkt | Mecze | Mecze | Mecze | Rodzaj wyniku | Rodzaj wyniku | Rodzaj wyniku | Rodzaj wyniku | Rodzaj wyniku | Rodzaj wyniku | Sety | Sety | Sety  | Małe punkty | Małe punkty | Małe punkty |
| Lp. | Drużyna                        | Pkt | M     | W     | P     | 3:0           | 3:1           | 3:2           | 2:3           | 1:3           | 0:3           | wyg. | prz. | stos. | zdob.       | str.        | stos.       |
| --- | ------------------------------ | --- | ----- | ----- | ----- | ------------- | ------------- | ------------- | ------------- | ------------- | ------------- | ---- | ---- | ----- | ----------- | ----------- | ----------- |
| 1   | Draisma Dynamo Apeldoorn       | 16  | 5     | 4     | 1     | 2             | 2             | 0             | 1             | 0             | 0             | 14   | 5    | 2.8   | 439         | 382         | 1.15        |
| 2   | Amysoft Lycurgus Groningen     | 10  | 6     | 3     | 3     | 1             | 0             | 2             | 1             | 1             | 1             | 12   | 13   | 0.92  | 553         | 542         | 1.02        |
| 3   | Active Living Orion Doetinchem | 8   | 6     | 2     | 4     | 1             | 0             | 1             | 2             | 1             | 1             | 11   | 14   | 0.79  | 525         | 552         | 0.95        |
| 4   | Sliedrecht Sport               | 5   | 5     | 2     | 3     | 1             | 0             | 1             | 0             | 0             | 3             | 6    | 11   | 0.55  | 352         | 393         | 0.9         |

Źródło: Volleybal.nl (niderl.)
Punktacja: 3:0 i 3:1 – 3 pkt; 3:2 – 2 pkt; 2:3 – 1 pkt; 1:3 i 0:3 – 0 pkt
Zasady ustalania kolejności: 1. liczba punktów; 2. stosunek setów; 3. stosunek małych punktów; 4. bilans w bezpośrednich meczach
Uwagi:
(1) Drużyny rozpoczynały rywalizację z następującą liczbą punktów: Draisma Dynamo Apeldoorn – 3 pkt; Amysoft Lycurgus Groningen – 2 pkt; Active Living Orion Doetinchem – 1 pkt; Sliedrecht Sport – 0 pkt.
(2) Mecz Sliedrecht Sport – Draisma Dynamo Apeldoorn nie odbył się.
     Finały

### Grupa spadkowa (degradatiepoule)

#### Tabela wyników
| Gospodarz \ Gość1          | TAU | SSS | TTPA | VOC | ZVH | VCN |
| -------------------------- | --- | --- | ---- | --- | --- | --- |
| Taurus                     | -   | 3:1 | 0:3  | 1:3 | 1:3 | 3:1 |
| Bielderman Koetsier SSS    | 1:3 | -   | 0:3  | 3:2 | 3:1 | 3:2 |
| Talentteam Papendal Arnhem | 3:0 | 3:2 | -    | 1:3 | 3:2 | 3:2 |
| VoCASA Volleybal Nijmegen  | 3:0 | 3:0 | 3:1  | -   | 2:3 | 2:3 |
| RECO ZVH                   | 3:1 | 3:0 | 3:1  | 3:0 | -   | 3:2 |
| ComputerPlan VCN           | 2:3 | 2:3 | 1:3  | 3:0 | 2:3 | -   |

Źródło: Volleybal.nl (niderl.)
1 Drużyna gospodarzy jest wymieniona po lewej stronie tabeli.
Kolory:
  zwycięstwo gospodarzy 3:0 lub 3:1
  zwycięstwo gospodarzy 3:2
  zwycięstwo gości 3:0 lub 3:1
  zwycięstwo gości 3:2

#### Terminarz i wyniki spotkań
| Data       | Godz. | Gospodarz                  | Rezultat                                | Gość                       |
| ---------- | ----- | -------------------------- | --------------------------------------- | -------------------------- |
| I RUNDA    |       |                            |                                         |                            |
| 06.03.2021 | 14:30 | Talentteam Papendal Arnhem | 1:3 (25:22, 21:25, 20:25, 18:25)        | VoCASA Volleybal Nijmegen  |
| 06.03.2021 | 16:00 | Taurus                     | 3:1 (22:25, 25:20, 25:18, 25:18)        | ComputerPlan VCN           |
| 06.03.2021 | 16:00 | Bielderman Koetsier SSS    | 3:1 (25:23, 25:20, 21:25, 26:24)        | RECO ZVH                   |
| 13.03.2021 | 15:00 | Taurus                     | 3:1 (25:15, 25:22, 28:30, 25:12)        | Bielderman Koetsier SSS    |
| 13.03.2021 | 16:00 | RECO ZVH                   | 3:1 (27:25, 20:25, 25:22, 25:18)        | Talentteam Papendal Arnhem |
| 20.03.2021 | 14:30 | Talentteam Papendal Arnhem | 3:0 (25:22, 27:25, 25:22)               | Taurus                     |
| 20.03.2021 | 16:00 | Bielderman Koetsier SSS    | 3:2 (25:19, 15:25, 19:25, 25:22, 17:15) | ComputerPlan VCN           |
| 20.03.2021 | 16:30 | VoCASA Volleybal Nijmegen  | 2:3 (20:25, 25:23, 25:15, 20:25, 12:15) | RECO ZVH                   |
| 24.03.2021 | 20:00 | ComputerPlan VCN           | 3:0 (25:21, 25:18, 25:16)               | VoCASA Volleybal Nijmegen  |
| 27.03.2021 | 15:00 | ComputerPlan VCN           | 2:3 (22:25, 23:25, 29:27, 25:15, 14:16) | RECO ZVH                   |
| 27.03.2021 | 16:00 | Bielderman Koetsier SSS    | 0:3 (23:25, 18:25, 21:25)               | Talentteam Papendal Arnhem |
| 27.03.2021 | 17:00 | Taurus                     | 1:3 (25:12, 20:25, 23:25, 18:25)        | VoCASA Volleybal Nijmegen  |
| 10.04.2021 | 14:30 | Talentteam Papendal Arnhem | 3:2 (25:21, 22:25, 25:23, 19:25, 15:11) | ComputerPlan VCN           |
| 10.04.2021 | 16:00 | VoCASA Volleybal Nijmegen  | 3:0 (25:19, 25:22, 25:19)               | Bielderman Koetsier SSS    |
| 10.04.2021 | 17:00 | RECO ZVH                   | 3:1 (25:22, 25:16, 22:25, 25:21)        | Taurus                     |
| II RUNDA   |       |                            |                                         |                            |
| 17.04.2021 | 17:00 | Bielderman Koetsier SSS    | 1:3 (26:28, 16:25, 25:20, 20:25)        | Taurus                     |
| 24.04.2021 | 16:00 | RECO ZVH                   | 3:0 (25:21, 28:26, 25:19)               | VoCASA Volleybal Nijmegen  |
| 29.04.2021 | 20:00 | VoCASA Volleybal Nijmegen  | 2:3 (25:23, 25:21, 23:25, 21:25, 11:15) | ComputerPlan VCN           |
| 01.05.2021 | 14:30 | Talentteam Papendal Arnhem | 3:2 (23:25, 25:21, 19:25, 25:13, 15:12) | Bielderman Koetsier SSS    |
| 01.05.2021 | 16:00 | VoCASA Volleybal Nijmegen  | 3:0 (27:25, 25:22, 25:14)               | Taurus                     |
| 01.05.2021 | 17:00 | RECO ZVH                   | 3:2 (18:25, 25:16, 25:23, 20:25, 15:11) | ComputerPlan VCN           |
| 02.05.2021 | 17:00 | Talentteam Papendal Arnhem | 3:2 (23:25, 27:25, 25:22, 16:25, 15:8)  | RECO ZVH                   |
| 06.05.2021 | 20:00 | Taurus                     | 0:3 (19:25, 17:25, 25:27)               | Talentteam Papendal Arnhem |
| 08.05.2021 | 15:30 | Bielderman Koetsier SSS    | 3:2 (25:21, 25:23, 23:25, 16:25, 15:10) | VoCASA Volleybal Nijmegen  |
| 08.05.2021 | 17:00 | ComputerPlan VCN           | 1:3 (19:25, 29:27, 17:25, 19:25)        | Talentteam Papendal Arnhem |
| 08.05.2021 | 17:00 | Taurus                     | 1:3 (21:25, 25:22, 20:25, 19:25)        | RECO ZVH                   |
| 12.05.2021 | 19:30 | ComputerPlan VCN           | 2:3 (34:36, 25:23, 23:25, 25:22, 8:15)  | Bielderman Koetsier SSS    |
| 15.05.2021 | 15:00 | ComputerPlan VCN           | 2:3 (25:20, 25:16, 20:25, 18:25, 13:15) | Taurus                     |
| 15.05.2021 | 16:00 | VoCASA Volleybal Nijmegen  | 3:1 (27:25, 26:24, 21:25, 25:16)        | Talentteam Papendal Arnhem |
| 15.05.2021 | 16:00 | RECO ZVH                   | 3:0 (25:21, 25:23, 25:23)               | Bielderman Koetsier SSS    |

#### Tabela
| Lp. | Drużyna                    | Pkt | Mecze | Mecze | Mecze | Rodzaj wyniku | Rodzaj wyniku | Rodzaj wyniku | Rodzaj wyniku | Rodzaj wyniku | Rodzaj wyniku | Sety | Sety | Sety  | Małe punkty | Małe punkty | Małe punkty |
| Lp. | Drużyna                    | Pkt | M     | W     | P     | 3:0           | 3:1           | 3:2           | 2:3           | 1:3           | 0:3           | wyg. | prz. | stos. | zdob.       | str.        | stos.       |
| --- | -------------------------- | --- | ----- | ----- | ----- | ------------- | ------------- | ------------- | ------------- | ------------- | ------------- | ---- | ---- | ----- | ----------- | ----------- | ----------- |
| 1   | RECO ZVH                   | 23  | 10    | 8     | 2     | 2             | 3             | 3             | 1             | 1             | 0             | 27   | 15   | 1.8   | 955         | 910         | 1.05        |
| 2   | Talentteam Papendal Arnhem | 21  | 10    | 7     | 3     | 3             | 1             | 3             | 0             | 3             | 0             | 24   | 16   | 1.5   | 914         | 875         | 1.04        |
| 3   | VoCASA Volleybal Nijmegen  | 20  | 10    | 5     | 5     | 2             | 3             | 0             | 3             | 0             | 2             | 21   | 18   | 1.17  | 867         | 850         | 1.02        |
| 4   | Taurus                     | 16  | 10    | 4     | 6     | 0             | 3             | 1             | 0             | 3             | 3             | 15   | 23   | 0.65  | 845         | 860         | 0.98        |
| 5   | Bielderman Koetsier SSS    | 14  | 10    | 4     | 6     | 0             | 1             | 3             | 1             | 2             | 3             | 16   | 25   | 0.64  | 874         | 950         | 0.92        |
| 6   | ComputerPlan VCN           | 11  | 10    | 2     | 8     | 1             | 0             | 1             | 6             | 2             | 0             | 20   | 26   | 0.77  | 989         | 999         | 0.99        |

Źródło: Volleybal.nl (niderl.)
Punktacja: 3:0 i 3:1 – 3 pkt; 3:2 – 2 pkt; 2:3 – 1 pkt; 1:3 i 0:3 – 0 pkt
Zasady ustalania kolejności: 1. liczba punktów; 2. stosunek setów; 3. stosunek małych punktów; 4. bilans w bezpośrednich meczach
Uwagi: (1) Drużyny rozpoczynały rywalizację z następującą liczbą punktów: Taurus – 5 pkt; Bielderman Koetsier SSS – 4 pkt; Talentteam Papendal Arnhem – 3 pkt; VoCASA Volleybal Nijmegen – 2 pkt; RECO ZVH – 1 pkt; ComputerPlan VCN – 0 pkt.

## Finały
(do dwóch zwycięstw)
| Data                         | Godz.                        | Gospodarz                    | Rezultat                                | Gość                           |
| ---------------------------- | ---------------------------- | ---------------------------- | --------------------------------------- | ------------------------------ |
| Draisma Dynamo Apeldoorn (1) | Draisma Dynamo Apeldoorn (1) | Draisma Dynamo Apeldoorn (1) | 2 – 1                                   | (2) Amysoft Lycurgus Groningen |
| 21.04.2021                   | 20:00                        | Draisma Dynamo Apeldoorn     | 2:3 (26:24, 24:26, 25:27, 25:23, 16:18) | Amysoft Lycurgus Groningen     |
| 24.04.2021                   | 14:00                        | Amysoft Lycurgus Groningen   | 1:3 (21:25, 14:25, 25:21, 18:25)        | Draisma Dynamo Apeldoorn       |
| 25.04.2021                   | 15:00                        | Draisma Dynamo Apeldoorn     | 3:1 (23:25, 28:26, 25:17, 25:20)        | Amysoft Lycurgus Groningen     |

## Klasyfikacja końcowa
| Lp. | Drużyna                        |
| --- | ------------------------------ |
| 1.  | Draisma Dynamo Apeldoorn       |
| 2.  | Amysoft Lycurgus Groningen     |
| 3.  | Active Living Orion Doetinchem |
| 4.  | Sliedrecht Sport               |
| 5.  | RECO ZVH                       |
| 6.  | Talentteam Papendal Arnhem     |
| 7.  | VoCASA Volleybal Nijmegen      |
| 8.  | Taurus                         |
| 9.  | Bielderman Koetsier SSS        |
| 10. | ComputerPlan VCN               |

     Eliminacje Ligi Mistrzów 2021/2022
     Puchar CEV 2021/2022
     Puchar Challenge 2021/2022